# Јеврејски хумор
Традиција хумора у јудаизму датира још од Торе и Мидраша са древног Блиског истока, али се генерално односи на новију струју вербалног и често анегдотског хумора Јевреја Ашкеназа који се укоренио у Сједињеним Америчким Државама у последњих сто година, укључујући и секуларну јеврејску културу. Европски јеврејски хумор у свом раном облику развио се у јеврејској заједници Светог римског царства, при чему је теолошка сатира постала традиционални начин тајног супротстављања христијанизацији.
Савремени јеврејски хумор појавио се током деветнаестог века међу Јеврејима Хаскале (јеврејско просветитељство) који су говорили немачки језик. Јеврејески хумор је доживео зенит у штетлима Руског царства, а затим је процветао у Америци двадесетог века, стигавши са милионима Јевреја који су емигрирали из источне Европе. између 1880-их и раних 1920-их.
Почевши од водвиља и потом преко радија, стенд-ап-а, филма и телевизије, несразмерно висок проценат америчких комичара су Јевреји. Time је 1978. проценио да је 80 посто професионалних америчких стрипова јеврејског порекла.
Јеврејски хумор је разноврстан, иако најчешће фаворизује игру речи, иронију и сатиру, док су његове теме изразито антиауторитарне, исмевају се и верски и световни живот. Сигмунд Фројд је сматрао јеврејски хумор јединственим по томе што његов хумор првенствено потиче из исмевања унутар групе (Јевреја), а не „других“. Међутим, уместо да буде самодевалвирајући, јеврејски хумор садржи елемент самохвале.

## Историја
Јеврејски хумор је укорењен у неколико традиција. Недавна истраживања пласирају порекло јеврејског хумора у један од најранијих забележених докумената у историји, хебрејску Библију, као и Талмуд. Интелектуални и правни аспекти Талмуда, који користи разрађене правне аргументе и ситуације које се често сматрају толико апсурдним да су духовите, како би се објаснило значење верског права.
Хилел Халкин у свом есеју о јеврејском хумору прати неке корене јеврејског самомрзећег хумора до средњовековног утицаја арапских традиција на хебрејску књижевност. Каснија сефардска традиција била је усредсређена на народни лик пореклом из Насредина познатог као Дјоха.

Новија традиција је егалитарног типа и настала је међу јеврејским заједницама источне Европе у којој су моћници често били суптилно исмевани, а не нападани отворено — како је Сол Белоу једном рекао: „Потлачени људи имају тенденцију да буду духовити“.
Након што су Јевреји почели да масовније мигрирају у САД, њима је, као и другим мањинским групама, било тешко да стекну мејнстрим прихватање и да добију друштвену покретљивост (као што је Лени Брус исмевао: „Био је шармантан... Рекли су: 'Хајде ! Хајдемо да гледамо како је Јеврејин шармантан! '"). Новонастала индустрија забаве, у комбинацији са традицијом јеврејског хумора, пружила је потенцијални пут Јеврејима да успеју у овој области. Један од првих успешних радијских „ситкома“, The Goldbergs, представљао је јеврејску породицу. Многи од најпознатијих комичара, укључујући Едија Кантора, Џека Бенија, Џорџа Бернса, Хенија Јангмена, Милтона Берла, Филис Дилер, Џека Картера, Сида Цезара, Џерија Луиса и Џоун Риверс, били су Јевреји.
Традиција јеврејске комедије наставља се и данас, са јеврејским хумором умногоме испреплетеним са мејнстрим хумором, као што показују комедије као што су Сајнфелд, Без одушевљавања, молим, и филмови Вудија Алена.
Сигмунд Фројд у својим Jokes and their Relation to the Unconscious, између осталог, анализира природу јеврејских шала.

### Улога јидиша
Неке речи на јидишу могу звучати комично за говорника енглеског.